# سلطان أباد (مقاطعة أرومية)
سلطان‌ أباد هي قرية في مقاطعة أرومية، إيران. عدد سكان هذه القرية هو 150 في سنة 2006.